# Vetulícoles
Els vetulícoles (Vetulicolia) són un embrancament extint d'animals definit per Shu et al. el 2001. Inclou diverses formes fòssils del Cambrià inferior. Es creu que aquests animals eren deuteròstoms primitius. La configuració corporal consistia en dues parts: una voluminosa secció anterior amb una gran "boca" i una filera de cinc estructures rodones-ovalades a cada banda, interpretates com a brànquies (o com a mínim obertures a prop de la faringe); i una secció posterior amb set segments. L'àrea en què s'uneixen les parts anterior i posterior està constricta. La definició de Shu i cols. fa que el fílum Vetulicolia inclogui la família dels didazoònids (gèneres Didazoon i Xidazoon) i la família dels vetulicòlids (gèneres Pomatrum, Vetulicola i Banffia). Els autors també proposen que els vetulícoles i Yunnanozoon podrien tenir una relació estreta.